# 増田陳紀
増田 陳紀（ますだ のぶとし、1947年 - ）は、日本の工学者。
専門は、構造工学、鋼構造学、橋梁工学、計算力学。
東京工業大学（1979年5月）工学博士論文の題は「薄肉立体構造の座屈および座屈後挙動の数値解析法に関する研究」。 

## 略歴
1972年　東京工業大学工学部土木工学科 卒業。1974年　東京工業大学大学院理工学研究科土木工学専攻 修了。
1974年　東京工業大学工学部 助手。1979年　東京工業大学で工学博士。
1979年　武蔵工業大学（現・東京都市大学）工学部 講師。1982年　武蔵工業大学工学部 助教授。
1984年　テキサス大学オースティン校計算力学研究所 客員研究員（1985年まで兼務）。
1994年　武蔵工業大学工学部 教授。2014年　東京都市大学 名誉教授。

## 受賞歴
- 1992年　土木学会田中賞（論文部門）[2]

## 著書
- 『材料特性の数理モデル入門―構成則主要用語解説集』土木学会、1989年。
- 『最新有限要素法全解』パーソナルメディア、1990年。
- 『構造工学における計算力学の基礎と応用』土木学会、1996年。
- 『土木材料』オーム社、1999年。
- 『土木材料学』オーム社、2011年。
- 『土木技術検定試験―問題で学ぶ体系的知識』ぎょうせい、2011年。